# Thomas Dyche
Thomas Dyche (ou Reverend Thomas Dyche) probablement né avant 1695 du côté d'Ashbourne (Angleterre) et mort vers 1733, fut un lexicographe et un instituteur britannique.
Son œuvre la plus célèbre reste A New General English Dictionary qui ne sera publié qu'après sa mort et qui connaîtra dix-huit éditions, répertoriant plus de 20 000 définitions de mots issus de différents registres et comment les utiliser et surtout les prononcer, contribuant ainsi à la naissance de l'anglais moderne. 
Traducteur de l'anglais, Denis Diderot connaissait bien cet ouvrage de Dyche, au point de le citer en première page de son Encyclopédie en 1751, comme étant, avec ceux de Chambers et d'Harris, « des meilleurs auteurs ».
Le New General English Dictionary fut traduit et adapté en français par le Père Esprit Pezenas et Jean-François Féraud en 1756.

## Principaux travaux
- Vocabularium Latiale, or a Latin Vocabulary, in two parts, 8 vol., Londres, 1708 ou 1709
- A Guide to the English Tongue, in two parts, 8 vol., Londres, 1709
- The Spelling Dictionary, or a Collection of all the Common Words and Proper Name [...] in the English Tongue [...]. Second edition, etc., 12 vol., Londres, 1725
- A New General English Dictionary, to which is prefixed a compendious English Grammar, together with a Supplement of the Proper Names of the most noted Kingdoms, Provinces, Cities, etc., of the World. Originally begun by the late Reverend Mr. Thomas Dyche ... and now finish'd by William Pardon, Gent. Third edition, 8 vol., Londres, 1740. Traduction en français, Avignon, 1756.